# Ca' da Noal
Ca' da Noal è un palazzo medievale situato nel centro storico di Treviso, in via Canova, parte del complesso museale di Casa da Noal.

## Storia
Il palazzo, costruito nella prima metà del XV secolo in stile gotico veneziano tardo, inglobante parti romaniche e con aggiunte del XVI secolo, appartenne alla famiglia dei Campagnari (o Campagnaro) di Noale, i quali, giunti in città, assunsero quale cognome il poleonimo del paese d'origine.
Tra i membri della famiglia si ricorda il giurista Alvise, benefattore del monastero delle monache benedettine di Noale, vissuto nel XVI secolo.
Acquisito dall'amministrazione comunale nel 1935 e subito restaurato da Mario Botter che recuperò l'originario aspetto gotico, l'edificio è ora sede, assieme alle adiacenti Ca' da Robegan e Casa Karwath, del lapidario dei Musei civici di Treviso. A partire dagli anni Settanta il complesso fu riorganizzato, con apparati espositivi progettati da Carlo Scarpa, per ospitare mostre di arte del Novecento: particolarmente importante.

## Architettura
Il palazzo ha pianta a "T": dal corpo principale che si affaccia su via Canova e, lateralmente, su via fra' Giocondo, diparte sul retro, verso il giardino, un'ala perpendicolare.
Il prospetto della facciata che guarda in via Canova è caratterizzato da cinque grandi archi a sesto acuto su pilastri. Sotto l'ampio portico con soffitto a travetti e cassettoni che corrisponde in altezza sia al piano terra che al mezzanino, si aprono un elegante portone in pietra d'Istria, rettangolare, sormontato da arco acuto trilobo aperto coronato da morione piumato, e cinque finestrelle di forma quadrata.
Il piano nobile, per lo più intonacato, è invece caratterizzato da eleganti bifore alternate a monofore con poggiolo, tutte con arco gotico trilobato in laterizio.
Sul fianco in via fra' Giocondo, in laterizio a vista, si apre un'altra monofora con poggiolo e diverse finestrelle di forma quadrata o ad arco acuto.
Dal cortile interno sorge una scala a due rampe a "L", con balaustra a colonnine cilindriche, sorretta nella parte finale, addossata al corpo centrale del palazzo, da robusti modiglioni e da un arco su colonna con capitello. In cima alla prima rampa una porticina rettangolare, al termine della seconda una bifora e una trifora, del tutto simili nella struttura alle aperture sulla facciata principale, ed un portone, sempre gotico.
Sul lato occidentale dell'ala minore si aprono, sopra un portico a due fornici, tre finestre a tutto sesto. Solo due finestre caratterizzano la parete settentrionale mentre quella orientale dà su un cortiletto formato dall'intersezione con l'edificio accanto.

## Affreschi
Sulla facciata principale e nella parete posteriore cui è addossata la scala, sono visibili tracce di decorazione ad affresco a finta tappezzeria a fiori rossi e verdi su sfondo bianco con festoni e cornici. Sotto le finestre decorazione a finto marmo.
Nel salone al piano nobile, fascia affrescata con festoni e putti del XV secolo.

## Galleria d'immagini

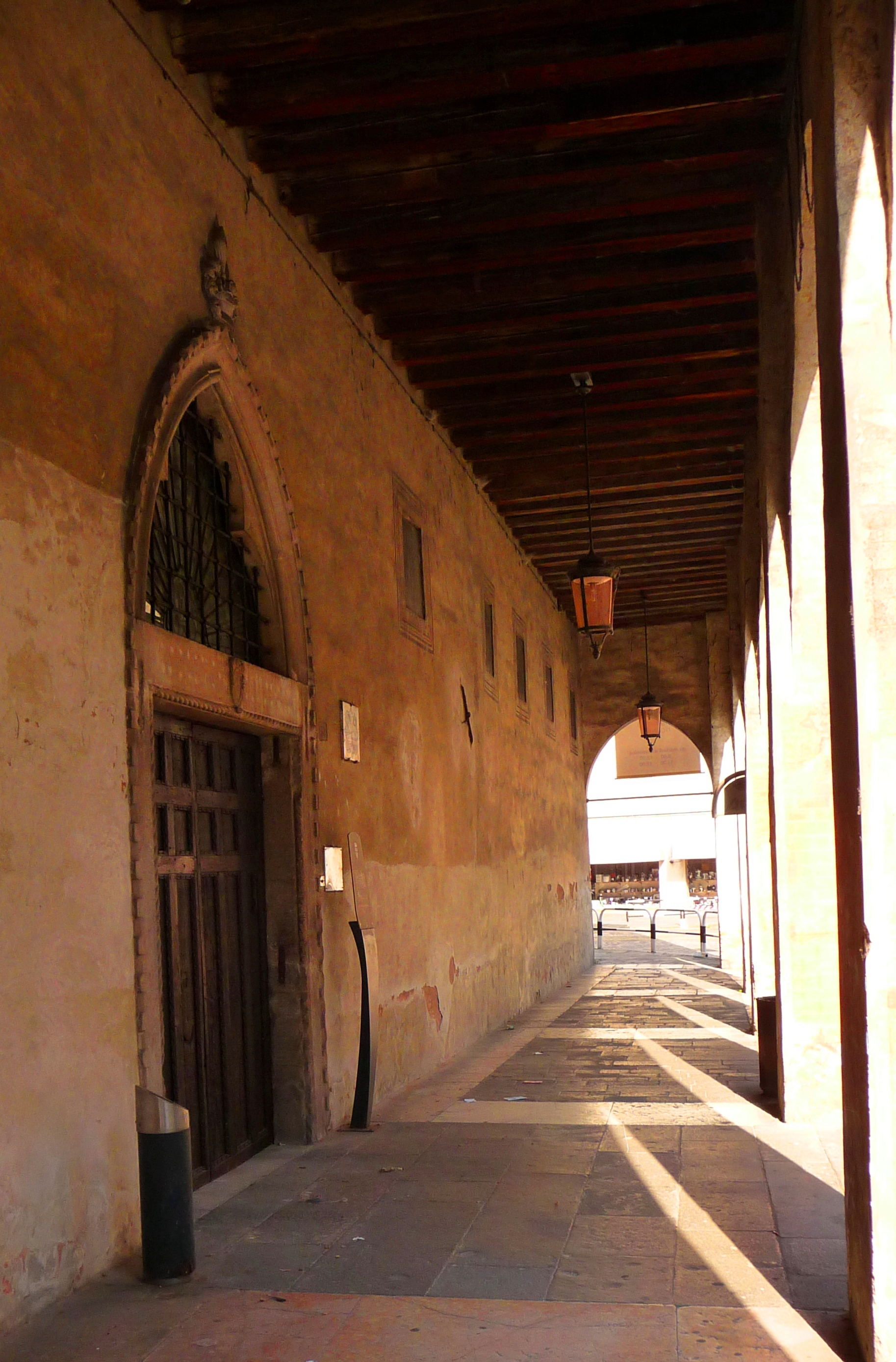
Il portico ed il portone
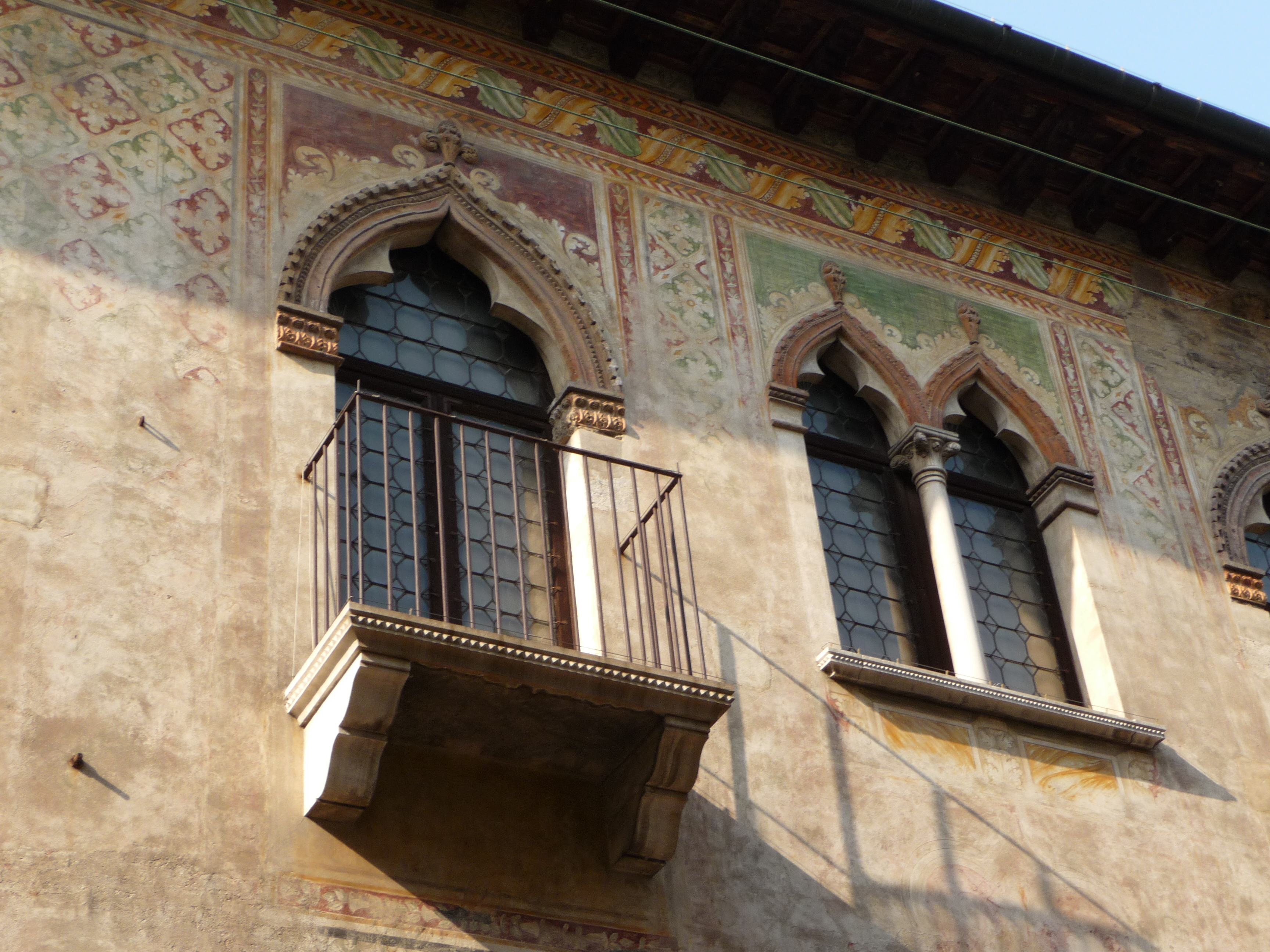
Particolare delle aperture al piano nobile
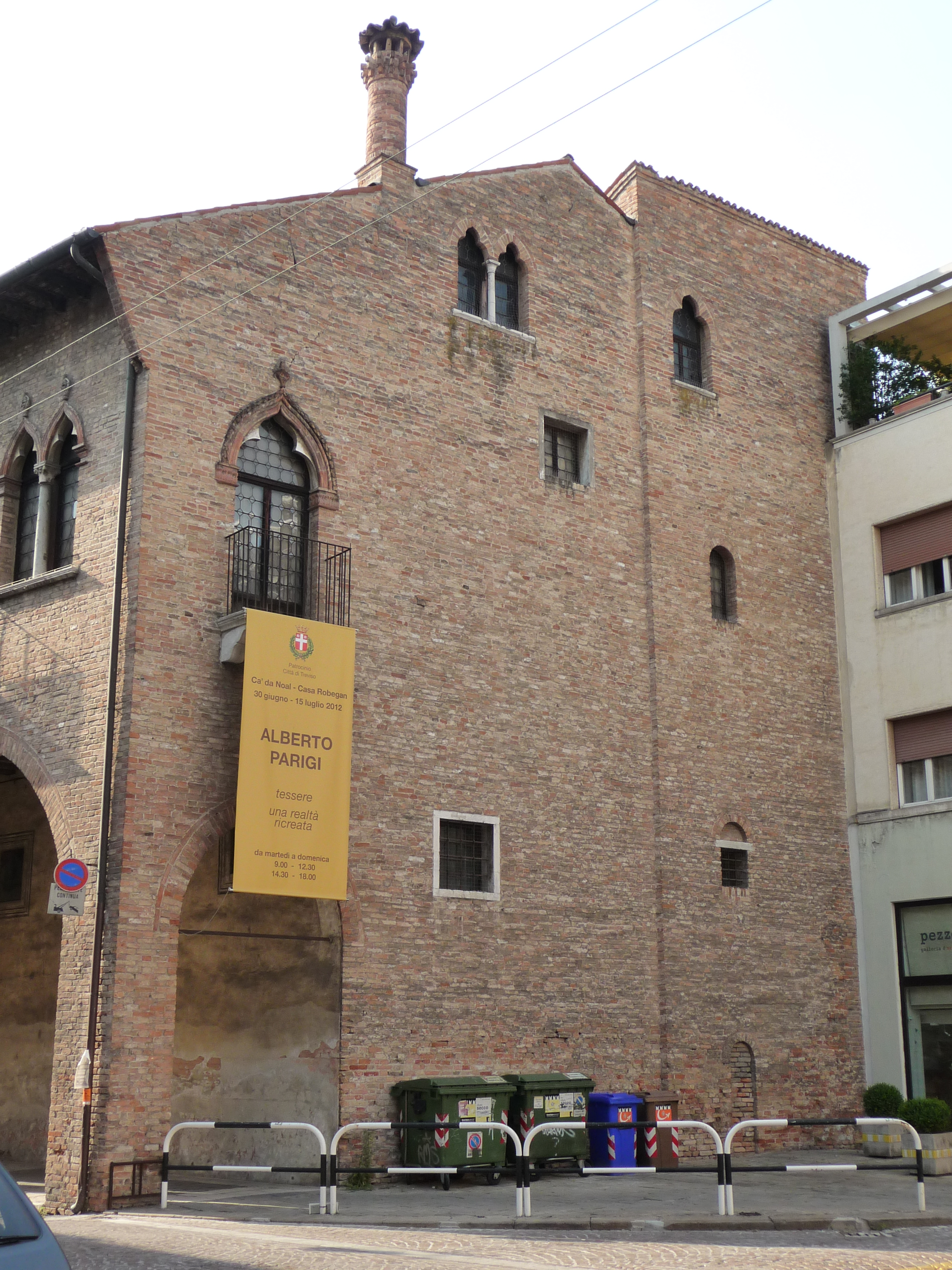
Il fianco in via fra' Giocondo